# Coroană feroeză
Coroană feroeză (în feroeză: føroysk króna) este unitatea monetară oficială a Insulelor Feroe. Nefiind o unitate monetară independentă, ci o versiune a coroanei daneze, codul ISO 4217 este identic cu cel al coroanei daneze, DKK. Subdiviziunea reprezintă øre (1 coroană = 100 øre). Monedele coroanei sunt: 25, 50 øre, 1, 2, 5, 10, 20 coroane, iar bancnotele coroanei sunt: 50, 100, 200, 500, 1000 coroane. Prescurtarea este Kr.